# Kono Chikyuu no Heiwa wo Honki de Negatterun da yo!
Kono Chikyuu no Heiwa wo Honki de Negatterun da yo! (この地球の平和を本気で願ってるんだよ！?  ¡Realmente Deseo que Haya Paz en la Tierra!) es el 47.º sencillo de Morning Musume. El sencillo fue lanzado el 14 de septiembre de 2011, el cual fue el mismo día del 14º aniversario de Morning Musume y el 25º cumpleaños de Ai Takahashi. Este fue el último single de Ai Takahashi en el grupo. 

## Información
La mayoría de ediciones incluyen "Kare to Issho ni Omise ga Shitai!", junto a su versión instrumental, mientras que la Edición Regular Especial, incluye el solo de graduación de Takahashi Ai, "Jishin Motte Yume wo Motte Tobitatsu Kara".

## Lista de Canciones

### CD

#### Edición Regular & Ediciones Limitadas
- Kono Chikyuu no Heiwa wo Honki de Negatterun da yo!
- Kare to Issho ni Omise ga Shitai! (彼と一緒にお店がしたい！; Quiero Tener una Tienda con Él!)
- Kono Chikyuu no Heiwa wo Honki de Negatterun da yo! (Instrumental)
- Kare to Issho ni Omise ga Shitai! (Instrumental)

#### Edición de Graduación de Takahashi Ai
- Kono Chikyuu no Heiwa wo Honki de Negatterun da yo!
- Jishin Motte Yume wo Motte Tobitatsu Kara (自信持って夢を持って飛び立つから; Despego Mientras Estoy Confiado y Tengo Sueños) - Solo de Takahashi Ai
- Kono Chikyuu no Heiwa wo Honki de Negatterun da yo! (Instrumental)

### DVD Edición Limitada A
- Kono Chikyuu no Heiwa wo Honki de Negatterun da yo! (Close-up Ver.)

### DVD Edición Limitada B
- Kare to Issho ni Omise ga Shitai! (Close-up Ver.)

### DVD Edición Limitada C
- Kono Chikyuu no Heiwa wo Honki de Negatterun da yo! (Another Ver.)

### Single V
- Kono Chikyuu no Heiwa wo Honki de Negatterun da yo!
- Kare to Issho ni Omise ga Shitai!
- Making of (メキング映像)

### Kare to Issho ni Omise ga Shitai! Event V
- Kare to Issho ni Omise ga Shitai! (Takahashi Ai Solo Ver.)
- Kare to Issho ni Omise ga Shitai! (Niigaki Risa Solo Ver.)
- Kare to Issho ni Omise ga Shitai! (Michishige Sayumi Solo Ver.)
- Kare to Issho ni Omise ga Shitai! (Tanaka Reina Solo Ver.)
- Kare to Issho ni Omise ga Shitai! (Mitsui Aika Solo Ver.)
- Kare to Issho ni Omise ga Shitai! (Fukumura Mizuki Solo Ver.)
- Kare to Issho ni Omise ga Shitai! (Ikuta Erina Solo Ver.)
- Kare to Issho ni Omise ga Shitai! (Sayashi Riho Solo Ver.)
- Kare to Issho ni Omise ga Shitai! (Suzuki Kanon Solo Ver.)

## Miembros Presentes
- 5ª Generación: Ai Takahashi, Risa Niigaki
- 6ª Generación: Sayumi Michishige, Reina Tanaka
- 8ª Generación: Aika Mitsui
- 9ª Generación: Mizuki Fukumura, Erina Ikuta, Riho Sayashi, Kanon Suzuki